# Sonate voor altviool en piano (Kvandal)
De Sonate voor altviool en piano (Noors: Sonate for bratsj og piano) is een compositie van Johan Kvandal. Hij schreef het werk op verzoek van de altist Lars Anders Tomter voor een uitvoering tijdens het Risør kammermusikkfest. Op 28 juni 1995 speelden Lars Anders Tomter en Leif Ove Anders (piano) het werk na het bij de componist thuis te hebben gerepeteerd. Van die eerste uitvoering zijn opnamen gemaakt, die in handen zijn  van de Noorse muziekcentrale. 
De sonate heeft een eigenaardige ontstaansgeschiedenis. Toen Kvandal de opdracht kreeg begon hij te schrijven, maar kon op een gegeven moment niet verder. Hij liep vast totdat hij vanuit zijn componeerkamer een eland (Noors: Elg) zag, die hem aanstaarde. Kvandal vond dat hij het dier als inspiratiebron moest noemen en zo kreeg het werk zijn bijnaam Elgsonata. Kvandal schreef overigens al eerder zijn Elegie en capriccio voor altviool voor Tomter.  
De sonate kent slechts twee delen:
1. Sostenuto maestoso – allegro ma non troppo
2. Adagio

Normaliter sluit een sonate af met een snel deel.

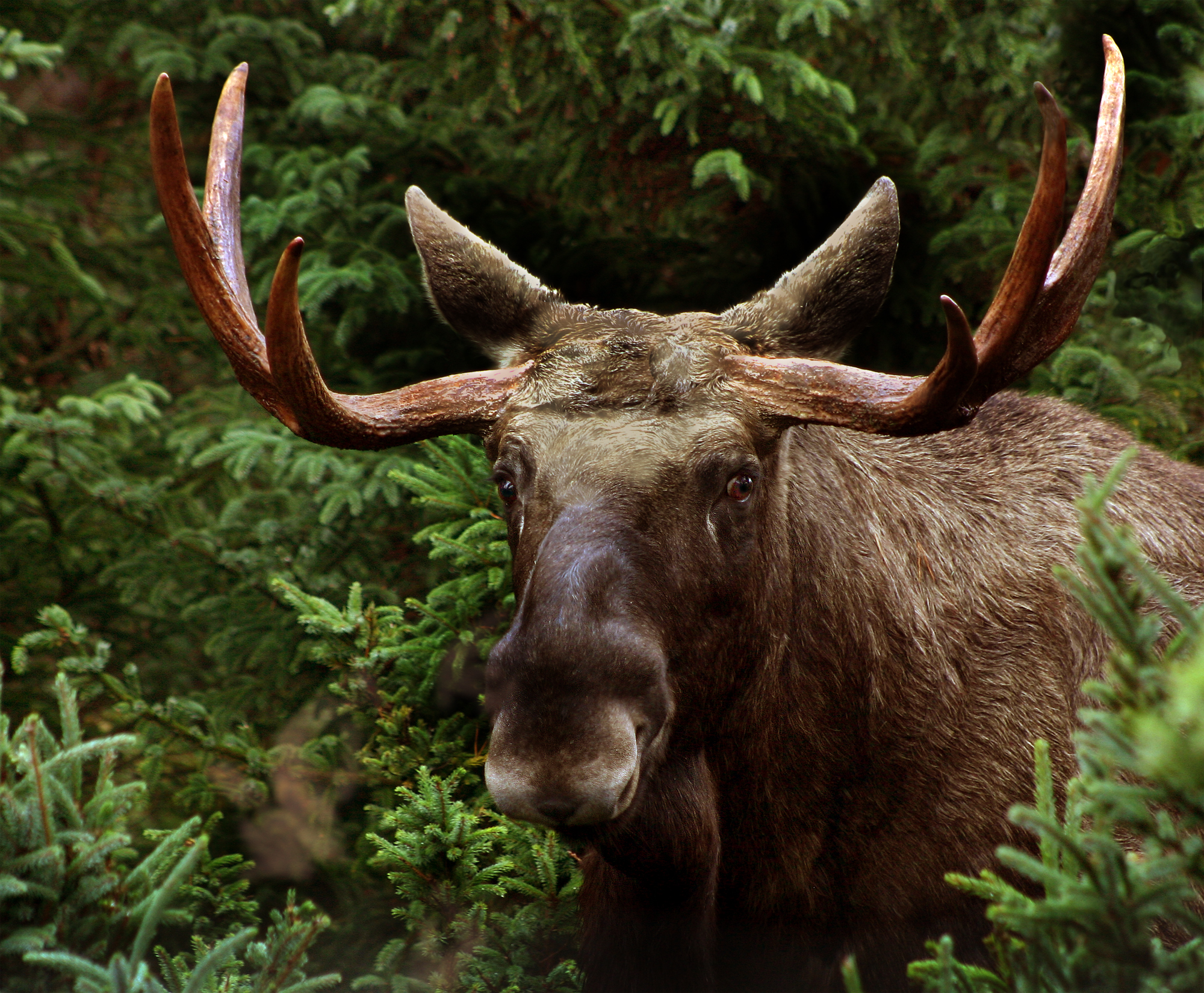
Inspiratiebron eland